# Катажинув (Радомщанський повіт)
Катажинув (пол. Katarzynów) — село в Польщі, у гміні Кобелі-Великі Радомщанського повіту Лодзинського воєводства.
У 1975-1998 роках село належало до Пйотрковського воєводства.